# Luisa Butler
Luisa Butler Pastor (Madrid, 25 de junio de 1901- Madrid, 10 de diciembre de 1978) fue una artista pintora, acuarelista y dibujante española, especializada en ilustración en las décadas 30 y 40 del siglo XX.

## Biografía
Mostró interés por los libros y el dibujo desde la infancia. Era la mayor de los nueve hijos de Luisa Pastor Álvarez de Sotomayor, cordobesa, y del militar Francisco Butler Mir, de Cartagena, que formaban una familia de cuidada educación, ambiente artístico y carácter cosmopolita. Recibió clases de Fernando Álvarez de Sotomayor, primo de su madre, subdirector del Museo del Prado, y al que ella consideraba su maestro. En esta formación fueron sus compañeras María de los Ángeles López Roberts, Marisa Roesset y Rosario de Velasco. Ejerció la ilustración y otros géneros artísticos en trayectoria profesional durante las décadas 30 y 40, decayó su presencia en exhibiciones públicas en los años 50, y finalmente trabajó en el Servicio de ventas de libros y fotografías del Museo del Prado hasta su jubilación en 1971.

## Obra
Inició su trabajo profesional de ilustradora en los años 30 para afrontar las obligaciones familiares de las que se hizo cargo tras la muerte de su padre en 1932. Hasta entonces había ejercido de forma recreativa. Comenzó con las ilustraciones de Viviana y Merlín, texto de Benjamín Jarnés, de 1936, con la editorial Espasa-Calpe.
Acabada la guerra civil española, cuyos sufrimientos relató en un diario, comenzó a conseguir encargos de trabajo en ilustración a través de algunas relaciones profesionales y personales. Asistía a las tertulias de Pío Baroja, su vecino, a las que también acudían su hermano Ricardo Butler, Gregorio Marañón, Camilo José Cela, para el que ilustró El bonito crimen del carabinero, y el doctor José Valdés Lambea, para cuya publicación, Vidas de sanatorio, realizó los dibujos e ilustraciones en 1944.
Participó asiduamente en las ilustraciones de las revistas Fantasía entre 1945 y 1946, La Estafeta Literaria y ocasionalmente en Vértice y Bazar, esta última destinada a la infancia. Sus dibujos se aplicaban en literatura muy variada, desde temas infantiles, libros de literatura, novelas para adultos, como las acuarelas en 1946 sobre María Duplessis. La dama de las camelias de Eduardo Aunós, para ediciones  Biblis,a publicaciones de tipo religioso, como San Agustín, del autor Félix García, o Caridad heroica de Francisca Montilla.
En relatos y cuentos infantiles, para editorial Aguilar realizó dibujos para la serie de cuentos de Celia, de Elena Fortún, en los episodios Celia madrecita (1939) y Matonkiki y sus hermanas, ofreciendo su peculiar visión de los personajes: "Con sus ilustraciones vuelven el gusto por el detalle en los ambientes y un realismo ocupado por el reflejo de los personajes, que acusa el cambio de época y de condiciones sociales". También ilustró “La trompeta de Plutarquito, cuento de Reyes” (1942) de José María Pemán, y para la editorial Escelicer en 1953 Montaña de luz, de Monserrat del Amo.
En esa década, entre 1942 a 1951, participó en siete ediciones de las que se realizaron reediciones posteriores. Ilustró el Catálogo Crítico de Libros Infantiles publicado con motivo de la exposición de bibliotecas infantiles que se celebró en la Biblioteca Nacional en marzo de 1951.
Realizaba bocetos y dibujos a lápiz o a pluma, en ocasiones completados con acuarelas, mostrando una trayectoria perfeccionista. La acuarela la utilizó en motivos diversos como La diligencia, felicitaciones navideñas, concursos y  certámenes en los que participó en los años cuarenta. Acudía a la tertulia de acuarelistas que se celebraban en el café El Gato Negro, en la madrileña calle del Príncipe, que acabó fundando la Agrupación Española de Acuarelistas. También consta su relación con la Asociación de Dibujantes españoles, creada en 1948.
Fue incluida entre las pertenecientes a la “otra“ generación de 1927 por la Dirección General del Libro, del Cómic y de la lectura, junto a Rosario de Velasco y  Marisa Roesset. Consta alguna de sus obras en colecciones privadas, como en el catálogo de la colección de Antonio Rodríguez-Moñino y María Brey.